# اکبرآباد (دورود)
اکبرآباد (دورود)، روستایی از توابع بخش مرکزی شهرستان دورود در استان لرستان ایران است.

## جمعیت
این روستا در دهستان حشمت آباد قرار دارد و بر اساس سرشماری مرکز آمار ایران در سال ۱۳۸۵، جمعیت آن ۳۳۴ نفر (۷۱خانوار) بوده‌است.
مردم این منطقه به زبان لری سخن می‌گویند. گویش‌های رایج در این روستا شامل لری سیلاخوری و همچنین لری بختیاری می‌باشد.